# Preneopogon catenalis
Preneopogon catenalis is een vlinder uit de familie van de grasmotten (Crambidae). De wetenschappelijke naam van deze soort is voor het eerst voorgesteld als Nacoleia catenalis door Alfred Ernest Wileman in een publicatie uit 1911.
De soort komt voor in Japan en is voor het eerst ontdekt bij Tarumizu.